# Phil Wickham

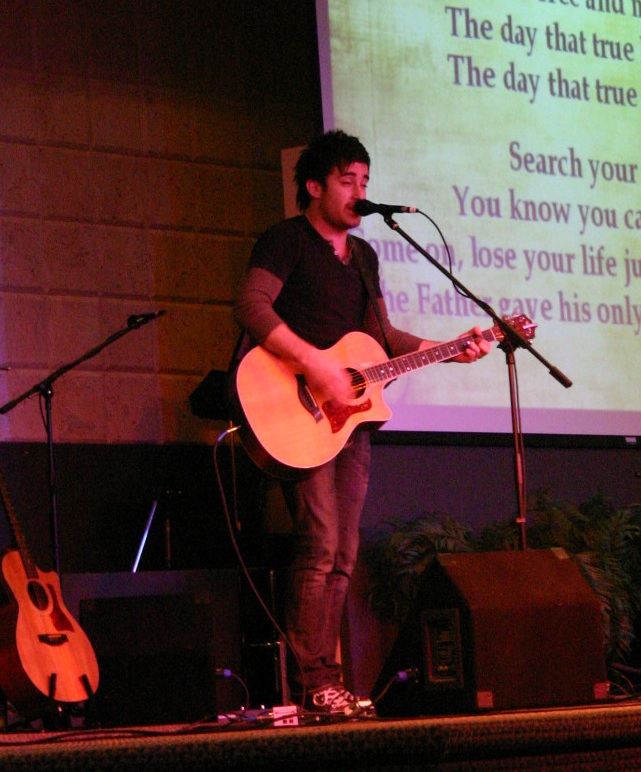
Phil Wickham (2008)

Philip David Wickham (* 5. April 1984 in San Diego, Kalifornien) ist ein US-amerikanischer christlicher Popsänger und Songwriter.

## Biografie
Wickham wurde in einer musikalischen Familie geboren. Seine Eltern waren Mitglieder der christlichen Band Parable und förderten sein musikalisches Interesse. Mit 13 Jahren war Wickham Lobpreisleiter einer Jugendgruppe.
Mit 18 Jahren nahm Phil Wickham sein erstes Album auf, welches ihm erstmals Aufmerksamkeit von Musiklabels einbrachte. 2006 unterschrieb er bei Simple Records und veröffentlichte im April das Album Phil Wickham, das im Mai in die Billboard 200 einstieg. Das Lied Jesus Lord of Heaven aus seinem Album Cannons wurde in sieben verschiedene Sprachen übersetzt. 2007 war Wickham unter anderem mit Audio Adrenaline und MercyMe auf Tour. Ab 2008 veröffentlichte er eine Reihe von Livealben mit dem Titel Singalong. 2011 wurde Response veröffentlicht, sein erstes Album beim Label Fair Trade Services. Aus dem nachfolgenden Studioalbum The Ascension stammt die Single This Is Amazing Grace, die den zweiten Platz der Billboard Hot Christian Songs erreichte und in den Vereinigten Staaten mit Platin ausgezeichnet wurde. Mit dem 2015 veröffentlichten Livealbum Sing Along 3 erreichte er erstmals die Spitze der Billboard Top Christian Albums. Diesen Erfolg konnte er 2018 mit dem Studioalbum Living Hope wiederholen und die gleichnamige Single brachte ihm eine weitere Goldauszeichnung ein.

## Diskografie

### Studioalben
| Jahr | Titel                              | Höchstplatzierung, Gesamtwochen, AuszeichnungChartplatzierungen (Jahr, Titel, Platzierungen, Wochen, Auszeichnungen, Anmerkungen) | Höchstplatzierung, Gesamtwochen, AuszeichnungChartplatzierungen (Jahr, Titel, Platzierungen, Wochen, Auszeichnungen, Anmerkungen) | Anmerkungen                              |
| Jahr | Titel                              | US | Christ | Anmerkungen                              |
| ---- | ---------------------------------- | --- | --- | ---------------------------------------- |
| 2003 | Give You My World                  | — | — | Erstveröffentlichung: 22. September 2003 |
| 2006 | Phil Wickham                       | US149 (1 Wo.)US | Christ8 (2 Wo.)Christ | Erstveröffentlichung: 25. April 2006     |
| 2007 | Cannons                            | — | Christ16 (6 Wo.)Christ | Erstveröffentlichung: 2. Oktober 2007    |
| 2009 | Heaven & Earth                     | US55 (1 Wo.)US | Christ4 (32 Wo.)Christ | Erstveröffentlichung: 17. November 2009  |
| 2011 | Response                           | US43 (1 Wo.)US | Christ3 (11 Wo.)Christ | Erstveröffentlichung: 4. Oktober 2011    |
| 2013 | The Ascension                      | US39 (2 Wo.)US | Christ2 (46 Wo.)Christ | Erstveröffentlichung: 24. September 2013 |
| 2016 | Children of God                    | US72 (1 Wo.)US | Christ3 (16 Wo.)Christ | Erstveröffentlichung: 22. April 2016     |
| 2016 | Children of God: Acoustic Sessions | — | Christ32 (1 Wo.)Christ | Erstveröffentlichung: 14. Oktober 2016   |
| 2018 | Living Hope                        | US108 (1 Wo.)US | Christ1 (98 Wo.)Christ | Erstveröffentlichung: 3. August 2018     |
| 2019 | Living Hope: The House Sessions    | — | — | Erstveröffentlichung: 18. Januar 2019    |
| 2021 | Hymn of Heaven                     | — | Christ1 (… Wo.)Christ | Erstveröffentlichung: 25. Juni 2021      |
| 2022 | Hymn of Heaven (Acoustic Sessions) | — | Christ18 (1 Wo.)Christ | Erstveröffentlichung: 25. März 2022      |
| 2023 | I Believe                          | — | Christ1 (… Wo.)Christ | Erstveröffentlichung: 18. August 2023    |

### Livealben
| Jahr | Titel        | Höchstplatzierung, Gesamtwochen, AuszeichnungChartplatzierungen (Jahr, Titel, Platzierungen, Wochen, Auszeichnungen, Anmerkungen) | Höchstplatzierung, Gesamtwochen, AuszeichnungChartplatzierungen (Jahr, Titel, Platzierungen, Wochen, Auszeichnungen, Anmerkungen) | Anmerkungen                                                                     |
| Jahr | Titel        | US | Christ | Anmerkungen                                                                     |
| ---- | ------------ | --- | --- | ------------------------------------------------------------------------------- |
| 2015 | Sing Along 3 | US104 (1 Wo.)US | Christ1 (4 Wo.)Christ | Erstveröffentlichung: 12. Mai 2015 mit Kari Jobe, Shane & Shane & Jeremy Riddle |
| 2019 | Singalong 4  | — | Christ29 (1 Wo.)Christ | Erstveröffentlichung: 3. Mai 2019                                               |

Weitere Livealben
- 2008: Singalong
- 2012: Singalong 2

### Weihnachtsalben
| Jahr | Titel                       | Höchstplatzierung, Gesamtwochen, AuszeichnungChartsChartplatzierungen (Jahr, Titel, Platzierungen, Wochen, Auszeichnungen, Anmerkungen) | Anmerkungen                            |
| Jahr | Titel                       | Christ | Anmerkungen                            |
| ---- | --------------------------- | --- | -------------------------------------- |
| 2010 | Songs for Christmas         | Christ24 (5 Wo.)Christ | Erstveröffentlichung: 28. Oktober 2010 |
| 2019 | Christmas                   | Christ15 (26 Wo.)Christ | Erstveröffentlichung: 4. Oktober 2019  |
| 2024 | Hallelujah! It’s Christmas! | Christ6 (8 Wo.)Christ | Erstveröffentlichung: 1. November 2024 |

### Singles
| Jahr | Titel Album                                             | Höchstplatzierung, Gesamtwochen, AuszeichnungChartsChartplatzierungen (Jahr, Titel, Album, Platzierungen, Wochen, Auszeichnungen, Anmerkungen) | Anmerkungen                                                   |
| Jahr | Titel Album                                             | Christ | Anmerkungen                                                   |
| --- | ------------------------------------------------------- | --- | ------------------------------------------------------------- |
| 2006 | Grace Phil Wickham                                      | Christ35 (1 Wo.)Christ |                                                               |
| 2007 | After Your Heart Cannons                                | Christ24 (4 Wo.)Christ |                                                               |
| 2009 | Safe Heaven & Earth                                     | Christ4 (35 Wo.)Christ | feat. Bart Millard                                            |
| 2010 | In My Love Heaven & Earth                               | Christ35 (15 Wo.)Christ |                                                               |
| 2010 | Christmastime Songs for Christmas                       | Christ22 (4 Wo.)Christ |                                                               |
| 2010 | The First Noel Songs for Christmas                      | Christ29 (4 Wo.)Christ |                                                               |
| 2012 | At Your Name (Yahweh, Yahweh) Response                  | Christ18 (21 Wo.)Christ |                                                               |
| 2012 | This Is the Day Response                                | Christ31 (20 Wo.)Christ |                                                               |
| 2013 | This Is Amazing Grace The Ascension                     | Christ2 Platin · (52 Wo.)Christ | Verkäufe: + 1.000.000                                         |
| 2014 | Glory The Ascension                                     | Christ22 (21 Wo.)Christ |                                                               |
| 2016 | Your Love Awakens Me Children of God                    | Christ14 (25 Wo.)Christ | Erstveröffentlichung: 5. Februar 2016                         |
| 2017 | My All in All Children of God                           | Christ32 (17 Wo.)Christ |                                                               |
| 2018 | Living Hope                                             | Christ10 Platin · (38 Wo.)Christ | Erstveröffentlichung: 30. März 2018 Verkäufe: + 1.000.000     |
| 2018 | Till I Found You Living Hope                            | Christ9 (42 Wo.)Christ | Erstveröffentlichung: 27. April 2018                          |
| 2018 | Great Things Living Hope                                | Christ11 (29 Wo.)Christ | Erstveröffentlichung: 1. Juni 2018                            |
| 2018 | Song in My Soul Living Hope                             | Christ44 (1 Wo.)Christ | Erstveröffentlichung: 29. Juni 2019                           |
| 2019 | You Cannot Be Stopped –                                 | Christ35 (1 Wo.)Christ | Erstveröffentlichung: 19. April 2019 mit Chris Quilala        |
| 2020 | Battle Belongs Hymn of Heaven                           | Christ2 Platin · (45 Wo.)Christ | Erstveröffentlichung: 4. September 2020 Verkäufe: + 1.000.000 |
| 2021 | House of the Lord Hymn of Heaven                        | Christ1 Gold · (49 Wo.)Christ | Erstveröffentlichung: 2. April 2021 Verkäufe: + 500.000       |
| 2021 | It’s Always Been You Hymn of Heaven                     | Christ27 (6 Wo.)Christ | Erstveröffentlichung: 14. Mai 2021                            |
| 2022 | Hymn of Heaven                                          | Christ2 (41 Wo.)Christ | Erstveröffentlichung: 11. Februar 2022                        |
| 2022 | Reason I Sing Hymn of Heaven                            | Christ48 (1 Wo.)Christ | Erstveröffentlichung: 11. März 2022                           |
| 2022 | Behold –                                                | Christ8 (5 Wo.)Christ | Erstveröffentlichung: 26. August 2022 mit Anne Wilson         |
| 2023 | This Is Our God I Believe                               | Christ2 (37 Wo.)Christ | Erstveröffentlichung: 13. Januar 2023                         |
| 2023 | Sunday Is Coming I Believe                              | Christ5 (26 Wo.)Christ | Erstveröffentlichung: 17. März 2023                           |
| 2023 | The Jesus Way I Believe                                 | Christ12 (20 Wo.)Christ | Erstveröffentlichung: 19. Mai 2023                            |
| 2023 | I Believe                                               | Christ6 (40 Wo.)Christ | Erstveröffentlichung: 7. Juli 2023                            |
| 2023 | People of Heaven –                                      | Christ40 (1 Wo.)Christ | Erstveröffentlichung: 28. Juli 2023 Lake X Wickham            |
| 2023 | Manger Throne Hallelujah! It's Christmas!               | Christ24 (6 Wo.)Christ | Erstveröffentlichung: 13. Oktober 2023                        |
| 2024 | Love of God –                                           | Christ20 (19 Wo.)Christ | Erstveröffentlichung: 28. Juni 2024 mit Brandon Lake          |
| 2024 | Angels (Glory To God) Hallelujah! It's Christmas!       | Christ4 (5 Wo.)Christ | Erstveröffentlichung: 6. September 2024                       |
| 2025 | The King Is In The Room –                               | Christ15 (… Wo.)Christ | Erstveröffentlichung: 21. Februar 2025                        |
| 2025 | What An Awesome God –                                   | Christ4 (… Wo.)Christ | Erstveröffentlichung: 11. April 2025                          |
| 2025 | Homesick For Heaven –                                   | Christ14 (… Wo.)Christ | Erstveröffentlichung: 30. Mai 2025                            |
| 2025 | Song of the Saints –                                    | Christ30 (… Wo.)Christ | Erstveröffentlichung: 11. Juli 2025                           |
| Folgende Lieder erschienen nicht als Single, wurden aber durch das Album zum Download und Streaming bereitgestellt und konnten somit eine Platzierung erlangen: |                                                         | |                                                               |
| |                                                         | |                                                               |
| 2019 | Joy to the World (Joyful, Joyful) Christmas             | Christ19 (5 Wo.)Christ |                                                               |
| 2019 | Hark The Herald Angels Sing Christmas                   | Christ43 (4 Wo.)Christ |                                                               |
| 2019 | This Year for Christmas Christmas                       | Christ37 (4 Wo.)Christ |                                                               |
| 2023 | Creator I Believe                                       | Christ37 (1 Wo.)Christ |                                                               |
| 2023 | Face of God Christmas                                   | Christ38 (2 Wo.)Christ |                                                               |
| 2024 | God Rest Ye Merry Gentlemen Hallelujah! It's Christmas! | Christ7 (4 Wo.)Christ |                                                               |
| 2024 | Holy Forever Hallelujah! It's Christmas!                | Christ50 (1 Wo.)Christ |                                                               |

Weitere Singles
- 2006: Divine Romance
- 2006: I Will Wait for You There
- 2006: Mystery
- 2007: True Love
- 2007: Home
- 2009: Heaven & Earth
- 2009: Cielo
- 2011: O Holy Night

### Gastbeiträge
| Jahr | Titel Album                                                             | Höchstplatzierung, Gesamtwochen, AuszeichnungChartsChartplatzierungen (Jahr, Titel, Album, Platzierungen, Wochen, Auszeichnungen, Anmerkungen) | Anmerkungen                                                                    |
| Jahr | Titel Album                                                             | Christ | Anmerkungen                                                                    |
| --- | ----------------------------------------------------------------------- | --- | ------------------------------------------------------------------------------ |
| 2022 | Worthy of My Song (Worthy of It All) (Live from Brooklyn) –             | Christ27 (4 Wo.)Christ | Maverick City Music feat. Phil Wickham, Chandler Moore + Mav City Gospel Choir |
| Folgende Lieder erschienen nicht als Single, wurden aber durch das Album zum Download und Streaming bereitgestellt und konnten somit eine Platzierung erlangen: |                                                                         | |                                                                                |
| |                                                                         | |                                                                                |
| 2023 | Praise You in This Storm Lifesongs: A Celebration of the First 20 Years | Christ42 (1 Wo.)Christ | Casting Crowns feat. Phil Wickam                                               |